# 沃倫萊克 (密歇根州)
沃倫萊克（英語：Walloon Lake）是位於美國密歇根州夏利華縣的一個普查規定居民點。

## 人口
根據2020年美國人口普查的數據，沃倫萊克的面積為3.51平方千米，當中陸地面積為3.51平方千米，而水域面積為0.00平方千米。當地共有人口271人，而人口密度為每平方千米77.21人。